# 袁庆荣
袁庆荣（1908年2月20日—1989年），字欣然，河北河间人。国民革命军中将军长。中国人民解放军开国大校。

## 生平
1928年9月北方陆军军官学校第一期步兵科毕业后任傅作义暂编第12师的少尉排长。1928年12月以上尉连长身份考入陆军大学正则班第九期。1931年10月陆大毕业后任第三十五军第73师（军长兼师长傅作义）参谋处（处长李英夫）少校参谋。
1952年12月23日第23兵团缩编为第六十九军（军长董其武），任军副参谋长、代理军参谋长。
1955年9月授予大校军衔，获颁二级解放勋章。